# Феофисция
Феофи́сция (лат. Phaeophyscia) — род лишайников семейства Фисциевые (Physciaceae).

## Описание
Таллом листоватый, редко почти кустистый, очень вариабельный в размерах — от 1—2 до 10—15 см и более в диаметре, формирует округлые или неправильной формы розетки, либо дернинки и подушечки; прочно прикрепляющийся или рыхлоприлегающий к субстрату; с соредиями, изидиями, филлидиями или без вегетативных пропагул.
Верхняя поверхность обычно ровная, от бледно-серой, зеленовато-серой, до серо-коричневой, тёмно-коричневой, редко чёрно-коричневой; слабо блестящая или, чаще, матовая; почти всегда без налёта. Лопасти обычно радиально расходящиеся, раздельные или сомкнутые, нерегулярно ветвящиеся, плоские, слабовыпуклые или вогнутые, с прижатыми кончиками лопастей или завёрнутыми (восходящими) вверх, от узких, менее 0,5 мм, до широких, 4—6 мм ширины.
Соредии от мелкогранулярных до крупнозернистых.
Сорали светлые, беловатые, зеленоватые или тёмные, обычно выпуклые, иногда вогнутые (кратеровидные), редко головчатые, рассеянные на поверхности, по краям или на кончиках лопастей; изидии краевые, обычно тёмные. Сердцевина белая или с красно-оранжевым пигментом.
Нижняя поверхность обычно чёрная, лишь по краю светло бурая, с простыми чёрными ризинами от 0,5 до 2—3 (5) мм длины.
Апотеции развиваются часто сидячие. Сумки булавовидные, с 8 спорами. Споры эллипсоидные, коричневые, 2-клеточные.
Фотобионт — зелёные водоросли.
На некоторых видах паразитируют различные лихенофильные грибы, в том числе Taeniolella phaeophysciae и Arthonia phaeophyscia, которые причиняют значительный вред хозяину.

### Химический состав
Содержит скирин, антраквиноны, иногда следы атранорина, у некоторых видов — зеорин.

## Среда обитания и распространение
Обитает на коре деревьев, замшелых или голых камнях, редко на почве.
Виды распространены преимущественно в северном полушарии, главным образом в умеренных и более южных широтах.

## Классификация
Согласно базе данных Catalogue of Life род охватывает следующие виды:
- Phaeophyscia adiastola (Essl.) Essl., 1978 — Феофисция нерасширенная
- Phaeophyscia ciliata (Hoffm.) Moberg, 1977 — Феофисция реснитчатая
- Phaeophyscia confusa Moberg, 1983 — Феофисция смешанная
- Phaeophyscia constipata (Norrl. et Nyl.) Moberg, 1977 — Феофисция скученная
- Phaeophyscia culbersonii Essl., 2004
- Phaeophyscia decolor (Kashiw.) Essl., 1978 — Феофисция бесцветная
- Phaeophyscia endococcina (Körb.) Moberg, 1977 — Феофисция внутри ярко-красная
- Phaeophyscia endophoenicea (Harm.) Moberg, 1977 — Феофисция внутри пурпурная
- Phaeophyscia erythrocardia (Tuck.) Essl., 1978 — Феофисция красно-сердцевинная
- Phaeophyscia fumosa Moberg, 1983 — Феофисция дымчатая
- Phaeophyscia hirsuta Mereschk. Essl., 1978 — Феофисция взъерошенная
- Phaeophyscia hirtella Essl., 1978 — Феофисция скудоволосая
- Phaeophyscia insignis (Ach.) Essl., 1978 — Феофисция мохнатая
- Phaeophyscia insignis ( Mereschk.) Moberg, 1978 — Феофисция примечательная
- Phaeophyscia kairamoi (Vain.) Moberg, 1977 — Феофисция Кайрамо
- Phaeophyscia laciniata Essl., 1979
- Phaeophyscia nashii Essl., 2004
- Phaeophyscia nepalensis (Poelt) D.D. Awasthi, 1988 — Феофисция непальская
- Phaeophyscia nigricans (Flörke) Moberg, 1977 — Феофисция черноватая
- Phaeophyscia orbicularis (Neck.) Moberg, 1977 — Феофисция округлая
- Phaeophyscia sciastra (Ach.) Moberg, 1977 — Феофисция тенезвёздчатая
- Phaeophyscia sonorae Essl., 2004
- Phaeophyscia strigosa (Poelt et Buschardt) N.S. Golubk., 1981